# Darkness (Eminem-Lied)
Darkness (englisch für „Dunkelheit“) ist ein Lied des US-amerikanischen Rappers Eminem. Das Lied und das dazugehörige Musikvideo erschienen am 17. Januar 2020 mit seinem elften Studioalbum Music to Be Murdered By.

## Inhalt
Der Inhalt des Liedes wird zunächst vermeintlich aus der Perspektive von Eminem erzählt. Das ganze Lied über wird die Zeile „Hello, darkness, my old friend“ (englisch für „Hallo, Dunkelheit, mein alter Freund“) wiederholt. Die Zeile stammt aus dem Lied The Sound of Silence von Simon & Garfunkel. Eminem beschreibt in den ersten beiden Strophen die Nervosität vor einem Konzert und vermischt dies mit seinem Leben bzw. seiner Karriere als Rapper. Die Angst vor einem leeren Konzert verbreitet sich bei ihm. Währenddessen wird auch teilweise die Drogensucht, vor allem von Benzodiazepinen thematisiert. Häufig kommen Mehrdeutigkeiten vor. Eminem vergleicht zum Beispiel Alkohol und Waffen in der ersten Strophe. Die Vergleiche zu Waffen häufen sich mit der Zeit.
In der dritten Strophe wird klar, dass Eminem aus der Perspektive des Massenmörders Stephen Paddock, der für den Massenmord in Las Vegas am 1. Oktober 2017 verantwortlich war, erzählt und nicht aus seiner eigenen. Dieser schlägt das Fenster seines Hotelzimmers ein und schießt auf die Menschenmenge eines Konzerts. Er sagt, dass ein Motiv nie ausfindig gemacht werden kann und erwähnt auch die Notiz, welche von vielen zunächst als Suizidnotiz gehalten wurde. Paddock erschießt sich danach. Am Ende des Songs werden verschiedene Medienberichte über Amokläufe eingespielt.

## Musikvideo
Das Musikvideo wurde zusammen mit dem Album am 17. Januar 2020 veröffentlicht. Am Ende des Liedes steht Eminem vor einer Wand von Fernsehern, welche in der Form der Vereinigten Staaten angeordnet sind. Es sind Berichte über Amokläufe, vor allem Amok an Schulen zu sehen. Nach und nach werden die Berichte durch die Flagge der Vereinigten Staaten ersetzt. Der Text „When will this end? When enough people care.“ (englisch für „Wann wird dies enden? Wenn es genug Leute interessiert.“) erscheint. Es wird dazu aufgerufen, an den Wahlen teilzunehmen, um die Waffengesetze in den USA zu ändern.

## Produktion
Das Lied wurde von Royce da 5′9″, Eminem und Luis Resto produziert. Zusammen mit You Gon’ Learn, das ebenfalls auf Music to Be Murdered By enthalten ist, stellt dies die erste Produktion von Royce da 5′9″ dar. Darkness beinhaltet eine Interpolation aus dem Lied The Sound of Silence von Simon & Garfunkel.

## Kommerzieller Erfolg

### Chartplatzierungen
| ChartsChartplatzierungen       | Höchstplatzierung | Wochen |
| ------------------------------ | ----------------- | ------ |
| Deutschland (GfK)              | 47 (2 Wo.)        | 2      |
| Österreich (Ö3)                | 31 (1 Wo.)        | 1      |
| Schweiz (IFPI)                 | 13 (2 Wo.)        | 2      |
| Vereinigte Staaten (Billboard) | 28 (2 Wo.)        | 2      |
| Vereinigtes Königreich (OCC)   | 17 (4 Wo.)        | 4      |

### Auszeichnungen für Musikverkäufe
| Land/Region                  | Auszeichnungen für Musikverkäufe (Land/Region, Auszeichnung, Verkäufe) | Verkäufe |
| ---------------------------- | ---------------------------------------------------------------------- | -------- |
| Australien (ARIA)            | Gold                                                                   | 35.000   |
| Brasilien (PMB)              | Gold                                                                   | 20.000   |
| Vereinigte Staaten (RIAA)    | Gold                                                                   | 500.000  |
| Vereinigtes Königreich (BPI) | Silber                                                                 | 200.000  |
| Insgesamt                    | 1× Silber · 3× Gold ·                                                  | 755.000  |

Hauptartikel: Eminem/Auszeichnungen für Musikverkäufe